# Dennis Lynds
Dennis Lynds (geboren am 15. Januar 1924 in St. Louis, Missouri; gestorben am 19. August 2005 in San Francisco) war ein amerikanischer Schriftsteller, der unter verschiedenen Pseudonymen vor allem Kriminalromane veröffentlichte (William Arden, Michael Collins, Mark Sadler, John Crowe, Carl Decker, Maxwell Grant). Im deutschsprachigen Raum ist er unter dem Namen William Arden bekannt als Autor der Jugend-Krimiserie Die drei ???.

## Werdegang
Dennis Lynds war der Sohn von John Douglas Lynds und Gertrude Hyem, eines Schauspielerpaares, das oft auf Tournee war. Er wuchs in New York auf. Im Zweiten Weltkrieg war er in der US Army und wurde mit Purple Heart und Bronze Star dekoriert. Er studierte dann Chemie (Bachelor des Hofstra College 1949) und Journalismus (Master an der Syracuse University 1951) und arbeitete danach als Redakteur mehrerer chemischer Fachzeitschriften. Seit 1969 lebte er als freier Autor in Kalifornien. Er war mit der Schriftstellerin Gayle Lynds verheiratet.
Als Michael Collins schrieb er zwei Science-Fiction-Romane (die Space Operas Lukan War, 1969, und The Planets of Death, 1970) und wurde vor allem mit der Dan-Fortune-Serie bekannt, einer Reihe um einen einarmigen Ermittler, in der er neunzehn Romane veröffentlichte. Für die Jugendkrimiserie The Three Investigators – in Deutschland bekannt als Die drei Fragezeichen – schrieb er unter dem Namen William Arden vierzehn Bücher. Als Maxwell Grant verfasste er auch zwei Romane um den Pulp-Heros The Shadow (The Shadow Strikes, 1964, und The Shadow: Destination Moon, 1987).
Lynds wurde mit zahlreichen Preisen ausgezeichnet, unter anderem mit dem Edgar Allan Poe Award für den besten Erstlingsroman im Jahr 1968 (Act Of Fear) und 1988 mit dem THE EYE genannten Preis für das literarische Lebenswerk eines Schriftstellers durch die Private Eye Writers of America (gemeinsam mit Wade Miller).

## Bibliografie

### Serien
Die als Autorennamen verwendeten Pseudonyme wechselten teilweise, sowohl bei den Originalserien als auch bei den Übersetzungen.
The Shadow
(erschienen unter dem Verlagspseudonym Maxwell Grant)
- 327 The Shadow Strikes (1964)
- 328 Shadow Beware (1965)
- 329 Cry Shadow! (1965)
- 330 The Shadow’s Revenge (1965)
- 331 Mark of the Shadow (1966)
- 332 Shadow – Go Mad! (1966)
- 333 The Night of the Shadow (1966)
- 334 Destination: Moon (1967)

U.N.C.L.E. – The Man From UNCLE Magazine Novellas
(Kurzgeschichten, erschienen unter dem Verlagspseudonym Robert Hart Davis)
- 1 The Howling Teenagers Affair (in: The Man from U.N.C.L.E. Magazine, February 1966)
- 3 The Unspeakable Affair (in: The Man from U.N.C.L.E. Magazine, April 1966)
- 5 The Vanishing Act Affair (in: The Man from U.N.C.L.E. Magazine, June 1966)
- 7 The Cat and Mouse Affair (in: The Man from U.N.C.L.E. Magazine, August 1966)
- 10 The Thrush from THRUSH Affair (in: The Man from U.N.C.L.E. Magazine, November 1966)
- 19 The Genghis Khan Affair (in: The Man from U.N.C.L.E. Magazine, August 1967)
- 21 The Mind-Sweeper Affair (in: The Man from U.N.C.L.E. Magazine, October 1967)

Dan Fortune
(Kriminalromanserie, als Michael Collins)
- 1 Act Of Fear (1967)
  - Deutsch: Letzter Ausweg Mord. Übersetzt von Hansheinz Werner. Ullstein-Bücher #1311, Frankfurt/M., Berlin und Wien 1970, DNB 457476494. Auch als: Aus lauter Angst. Übersetzt von Hansheinz Werner. Ullstein #10391, Frankfurt/M. und Berlin 1988, ISBN 3-548-10391-X.
- 2 The Brass Rainbow (1969)
  - Deutsch: Ein Dolch für die Braut. Übersetzt von Edith Massmann. Ullstein-Bücher #1317, Frankfurt/M., Berlin und Wien 1970, DNB 457476508.
- 3 Night Of The Toads (1970)
  - Deutsch: Lady, Sie sterben nur einmal. Übersetzt von Elke Kamper. Ullstein-Bücher #1366, Frankfurt/M., Berlin und Wien 1970, DNB 457476532.
- 4 Walk A Black Wind (1971)
- 5 Shadow Of A Tiger (1972)
  - Deutsch: Schach mit dem blauen Chinesen. Übersetzt von Ute Tanner. Ullstein Bücher #1579, Frankfurt/M., Berlin und Wien 1973, ISBN 3-548-01579-4. Neuauflage: Ullstein #10508, Frankfurt/M. und Wien 1988, ISBN 3-548-10508-4.
- 6 The Silent Scream (1973)
  - Deutsch: Totale Gier. Übersetzt von Ute Tanner. Ullstein-Bücher #1653, Frankfurt (M.), Berlin, Wien 1974, ISBN 3-548-01653-7. Auch als: Der stille Schrei. Übersetzt von Ute Tanner. Ullstein #10674, Frankfurt/M. und Berlin 1991, ISBN 3-548-10674-9.
- 7 Blue Death (1975)
  - Deutsch: Mord geht auf Spesen : Kriminalroman. Übersetzt von Gerda Kurz und Siglinde Summerer. Ullstein-Bücher #1766, Frankfurt/M., Berlin, Wien 1976, ISBN 3-548-01766-5.
- 8 The Blood-Red Dream (1976)
  - Deutsch: Blutzoll für falsche Träume. Übersetzt von Anna Schubert. Ullstein-Bücher #1850, Frankfurt/M., Berlin, Wien 1977, ISBN 3-548-01850-5. Auch als: Der blutrote Alptraum. Übersetzt von Anna Schubert. Ullstein #10694, Frankfurt/M. und Berlin 1991, ISBN 3-548-10694-3.
- 9 The Nightrunners (1978)
  - Deutsch: Pillen für schmutzige Geschäfte. Übersetzt von Malte Krutzsch. Ullstein-Buch #10036, Frankfurt/M., Berlin und Wien 1980, ISBN 3-548-10036-8. Auch als: Bittere Arznei. Übersetzt von Malte Krutzsch. Ullstein #10707, Frankfurt/M. und Berlin 1992, ISBN 3-548-10707-9.
- 10 The Slasher (1980)
  - Deutsch: Der Schlächter . Übersetzt von Monika Wittek. Ullstein-Buch #10139, Frankfurt/M., Berlin und Wien 1982, ISBN 3-548-10139-9.
- 11 Freak (1983)
  - Deutsch: Freak. Mit einem Nachwort von Rudi Kost. Übersetzt von Sigrid Gent. Ullstein #10259, Frankfurt/M., Berlin und Wien 1984, ISBN 3-548-10259-X.
- 12 Minnesota Strip (1987)
  - Deutsch: Minnesota Strip. Ullstein #10618, Frankfurt/M. und Berlin 1989, ISBN 3-548-10618-8.
- 13 Red Rosa (1988)
  - Deutsch: Die rote Rosa. Übersetzt von Sigrid Kellner. Ullstein #10686, Frankfurt/M. und Berlin 1991, ISBN 3-548-10686-2.
- 14 Castrato (1989)
- 15 Chasing Eights (1990)
- 16 The Irishman’s Horse (1991)
- 17 Cassandra In Red (1992)
- 18 Crime, Punishment and Resurrection (1992)
- 19 Fortune’s World (2000)

Kane Jackson (als William Arden)
- A Dark Power (1968)
  - Deutsch: Von Kranzspenden bitten wir abzusehen . Übersetzt von Leni Sobez. Heyne-Bücher #1378, München 1970, DNB 457476516.
- The Goliath Scheme (1970)
- Deal in Violence (1971)
  - Deutsch: Drei Tote in dieser Woche. Übersetzt von Hans Maeter. Heyne-Bücher #1433, München 1971, DNB 457476524.
- Murder Underground (1972)
- Deadly Legacy (1973)

Alfred Hitchcock and the Three Investigators / Die drei ??? (als William Arden)
- 10 The Mystery of the Moaning Cave (1968)
  - Deutsch: Alfred Hitchcock, die drei ??? und der Teufelsberg. Übersetzt von Leonore Puschert. Franckh, Stuttgart 1978, ISBN 3-440-04107-7.
- 12 The Mystery of the Laughing Shadow (1969)
  - Deutsch: Die drei ??? und der lachende Schatten. Übersetzt von Leonore Puschert. Franckh, Stuttgart 1971.
- 13 The Secret of the Crooked Cat (1970)
  - Deutsch: Alfred Hitchcock, die drei ??? und die schwarze Katze. Übersetzt von Leonore Puschert. Franckh, Stuttgart 1977, ISBN 3-440-03827-0.
- 18 The Mystery of the Shrinking House (1972)
  - Deutsch: Alfred Hitchcock, die drei ??? und die rätselhaften Bilder. Übersetzt von Leonore Puschert. Franckh, Stuttgart 1977, ISBN 3-440-04241-3.
- 19 The Secret of Phantom Lake (1973)
  - Deutsch: Alfred Hitchcock, die drei ??? und der Phantomsee. Übersetzt von Leonore Puschert. Franckh, Stuttgart 1978, ISBN 3-440-04353-3.
- 22 The Mystery of the Dead Man’s Riddle (1974)
  - Deutsch: Die drei ??? und die gefährliche Erbschaft. Übersetzt von Leonore Puschert. Franckh, Stuttgart 1982, ISBN 3-440-04440-8.
- 25 The Mystery of the Dancing Devil (1976)
  - Deutsch: Die drei ??? und der tanzende Teufel. Übersetzt von Leonore Puschert. Franckh, Stuttgart 1982, ISBN 3-440-04670-2.
- 26 The Mystery of the Headless Horse (1977)
  - Deutsch: Die drei ??? und das Aztekenschwert. Übersetzt von Leonore Puschert. Franckh, Stuttgart 1982, ISBN 3-440-04795-4.
- 28 The Mystery of the Deadly Double (1978)
  - Deutsch: Die drei ??? und der Doppelgänger. Übersetzt von Leonore Puschert. Franckh, Stuttgart 1982, ISBN 3-440-05000-9.
- 30 The Secret of Shark Reef (1979)
  - Deutsch: Die drei ??? und das Riff der Haie. Übersetzt von Leonore Puschert. Franckh, Stuttgart 1982, ISBN 3-440-05067-X.
- 33 The Mystery of the Purple Pirate (1982)
  - Deutsch: Die drei ??? und der rote Pirat. Übersetzt von Leonore Puschert. Franckh, Stuttgart 1989, ISBN 3-440-05375-X.
- 38 The Mystery of the Smashing Glass (1984)
  - Deutsch: Die drei ??? und der Automarder. Übersetzt von Leonore Puschert. Kosmos, Stuttgart 2010, ISBN 978-3-440-12437-6.
- 42 The Mystery of Wreckers’ Rock (1986)
  - Deutsch: Die drei ??? und das Gold der Wikinger. Übersetzt von Leonore Puschert. Franckh, Stuttgart 1989, ISBN 3-440-05930-8.

Three Investigators Crimebusters:
- 1 Hot Wheels (1987)
  - Deutsch: Die drei ??? und die Automafia. Übersetzt von Leonore Puschert. Franckh-Kosmos, Stuttgart 1991, ISBN 3-440-06274-0.

Paul Shaw (als Mark Sadler)
- The Falling Man (1970)
  - Deutsch: Der lange Schrei. Übersetzt von Fried Holm. Goldmann-rote-Krimi #4424, München und Wollerau (Schweiz) 1975, ISBN 3-442-04424-3.
- Here To Die (1971)
  - Deutsch: Zertretene Blüten. Übersetzt von Fried Holm. Goldmann-rote-Krimi #4433, ISBN 978-3-442-04433-7.
- Mirror Image (1972)
  - Deutsch: Das Spiegelbild. Übersetzt von Jürgen Saupe. Goldmann-Kriminalromane #K 908, München und Wollerau (Schweiz) 1972, ISBN 3-442-25908-8.
- Circle Of Fire (1973)
  - Deutsch: Im Feuerkreis. Übersetzt von Norbert Wölfl. Goldmann-rote-Krimi #4326, München und Wollerau (Schweiz) 1974, ISBN 3-442-04326-3.
- Touch Of Death (1981)
- Deadly Innocents (1986)
  - Deutsch: Der Tod der Schwalbe. Übersetzt von Friedrich A. Hofschuster. Goldmann #5047, München 1988, ISBN 3-442-05047-2.

Buena Costa County (als John Crowe)
- Another Way To Die (1972)
  - Deutsch: Wie gelebt, so gestorben : Kriminalroman. Übersetzt von Hans Maeter. Heyne-Bücher #1649, München 1975, ISBN 3-453-10253-3.
- Bloodwater (1974)
  - Deutsch: Blutgeld. Übersetzt von Norbert Wölfl. Goldmann-rote-Krimi #4470, München und Wollerau (Schweiz) 1975, ISBN 3-442-04470-7.
- Crooked Shadows (1975)
  - Deutsch: Schräge Schatten. Übersetzt von Wulf Bergner. Goldmann-rote-Krimi #4534, München und Wollerau/Schweiz 1976, ISBN 3-442-04534-7.
- When They Kill Your Wife (1977)
  - Deutsch: Ein Weg von Mord zu Mord. Übersetzt von Fried Holm. Goldmann (Rote Krimi #4766), München 1978, ISBN 3-442-04766-8.
- Close To Death (1979)

Mack Bolan
- 14 Moving Target (1990)
- 17 Blood Fever (1989)

### Einzelromane
- Combat Soldier (1962)
- Uptown Downtown (1963)
- Mask Of Silence (1968; als Sheila McErlean)
- Lukan War (1969; als Michael Collins)
  - Deutsch: Brennendes Universum. Übersetzt von H. P. Lehnert. Moewig (Terra Nova #175), 1971.
- The Planets of Death (1970; als Michael Collins)
  - Deutsch: Planeten des Todes. Übersetzt von H. P. Lehnert. Pabel-Moewig (Terra Astra #71), 1972.
- Mystery of the Blue Condor (1973; als William Arden)
- Woman In Marble (1973; als Carl Dekker)
  - Deutsch: Die Marmorfrau. Übersetzt von Klaus Prost. Scherz-classic-Krimi #509, Bern, München, Wien 1975, DNB 750518073. Auch als: Tod im Zoom. Übersetzt von Klaus Prost. Scherz-Krimis #1420, Bern, München und Wien 1993, ISBN 3-502-51420-8.
- Charlie Chan Returns (Charlie Chan-Tie-in, 1974)
- SWAT: Crossfire (1975)
- The Cadillac Cowboy (1995; als Michael Collins)
- Shadow of a Tiger (als William Arden)
  - Deutsch: Schach mit dem blauen Chinesen : Kriminalroman. Übersetzt von Ute Tanner. Ullstein-Bücher #1579, Frankfurt (M.), Berlin, Wien 1973, ISBN 3-548-01579-4.
- Walk a Black Wind (als William Arden)
  - Deutsch: Tochter des schwarzen Windes : Kriminalroman. Übersetzt von Martin Lewitt. Ullstein-Bücher #1498, Frankfurt (M.), Berlin, Wien 1972, ISBN 3-548-01498-4.

### Sammlungen
- Why Girls Ride Sidesaddle (1980)
- Talking to the World (1995)
- Spies and Thieves, Cops And Killers (2002; als Michael Collins)
- Slot-Machine Kelly (2005; als Michael Collins)

### Sachliteratur
- First On the Moon (1970, als Michael Collins, mit Buzz Aldrin und Neil Armstrong)
  - Deutsch: Wir waren die ersten. In Zusammenarbeit mit Gene Farmer und Dora Jane Hamblin. Mit einem Epilog von Arthur C. Clarke. Übersetzt von Heinrich Schiemann. Ullstein, Frankfurt/M., Berlin und Wien 1970, DNB 455558841.